# 邱象升
邱象升（1629年—1689年），字曙戒，江南山阳人，清朝政治人物。進士出身。

## 生平
順治十二年（1655年）登乙未科進士，改庶吉士，授翰林院编修，历官大理寺左寺副。卒于康熙二十八年（1689年），年六十一岁。有《鷇音》、《入燕》、《岭海》、《白云草堂》、《南斋诗集》。